# PSMM Monitoring&More
PSMM Monitoring & More – jedna z najstarszych na rynku, polska firma specjalizująca się w monitoringu mediów (wyszukiwaniu i analizie informacji z prasy, Internetu, mediów społecznościowych, radia i telewizji).
Główną siedzibą spółki jest Poznań. Firma prowadzi działalność w zakresie przetwarzania, analizy i opracowania informacji z mediów. Tworzy rozwiązania IT ułatwiające gromadzenie i zarządzanie danymi. Udostępniania archiwalne materiały informacyjne oraz doradza w zakresie pozyskiwania i zarządzania informacją. Zgodnie z filozofią media intelligence od lat rozwija autorskie rozwiązania i prowadzi badania rynku mediów. Tworzy specjalistyczne raporty i opracowania opisujące wizerunek przedsiębiorstw, marek, osób, oblicza ekwiwalent reklamowy (AVE), wartość informacji medialnych, ich zasięg (CVE, IP) i siłę oddziaływania (MN Performance, mapy benchmarkingowe) oraz redaguje biuletyny, przeglądy i newslettery.

## Historia
W 1969 r. w Poznaniu, w ramach Wielkopolskiego Wydawnictwa Prasowego utworzony został Ośrodek Dokumentacji i Analiz Prasowych. Gromadził on i udostępniał na potrzeby dziennikarzy wycinki prasowe oraz fotografie z prasy regionalnej. W 1991 r. Ośrodek Dokumentacji i Analiz Prasowych został sprywatyzowany. Archiwum gazet poznańskich oraz zbiór fotografii przejęła stworzona w jego miejsce Wielkopolska Agencja Informacyjna Press-Service. Jako samodzielna firma rozpoczęła działalność komercyjną w zakresie archiwizowania i udostępniania opracowań materiałów prasowych. Rozwój technologii IT oraz wprowadzenie nowych rozwiązań umożliwiających stały monitoring mediów elektronicznych zadecydowały o zmianie charakteru firmy i jej nazwy. Od 2004 do 2022 r. działała ona pod nazwą Press-Service Monitoring Mediów (obecnie: PSMM Monitoring&More). Firma oferuje usługi klientom w Polsce i za granicą. W 2022 r. nastąpiła zmiana nazwy firmy na PSMM Sp. z o.o. oraz rebranding marki. 

## Kalendarium
- 1969 – powstanie Ośrodka Dokumentacji i Analiz Prasowych Wielkopolskiego Wydawnictwa Prasowego
- 1991 – prywatyzacja Ośrodka Dokumentacji i Analiz Prasowych Wielkopolskiego Wydawnictwa Prasowego; utworzenie Wielkopolskiej Agencji Informacyjnej Press-Service
- 1998 – wprowadzenie systemu elektronicznego przeszukiwania informacji z możliwością wyszukiwania danych oraz ich analizy
- 2000 – uruchomienie monitoringu Internetu
- 2001 – rozpoczęcie monitoringu radia i telewizji
- 2003 – przyjęcie Wielkopolskiej Agencji Informacyjnej „Press-Service” do FIBEP
- 2004 – zmiana nazwy na Press-Service Monitoring Mediów
- 2007 – uruchomienie monitoringu blogów opiniotwórczych i serwisów blogowych
- 2009 – wprowadzenie obliczania ekwiwalentu reklamowego dla materiałów internetowych
- 2010 – wprowadzenie pierwszej na polskim rynku usługi monitoringu mediów społecznościowych: Facebooka, Twittera i Blipa
- 2012 – przeprowadzenie redesignu logotypu oraz modyfikacji elementów CI
- 2015 -  włączenie do oferty PRESS-SERVICE Systemu Effecto, pozwalającego zmierzyć efektywność komunikatów prasowych
- 2016 - opracowanie nowych założeń do wskaźnika Performance – docelowo ułatwiający eliminację AVE w badaniach PR
- 2019 - uruchomienie nowej wersji portalu Inforia
- 2022 - zmiana nazwy firmy na PSMM Sp. z o.o. oraz rebranding marki
- 2023 - uhonorowanie  PSMM Monitoring & More nagrodą Diamentów Forbesa 2023
- 2024 - Instytut Monitorowania Mediów podpisał umowę inwestycyjną z PSMM Monitoring & More, tym samym dotychczas niezależny PSMM wchodzi w skład grupy IMM[2]